# Saint-Romans
Saint-Romans – miejscowość i gmina we Francji, w regionie Owernia-Rodan-Alpy, w departamencie Isère.
Według danych na rok 1990 gminę zamieszkiwało 1367 osób, a gęstość zaludnienia wynosiła 80 osób/km² (wśród 2880 gmin regionu Rodan-Alpy Saint-Romans plasuje się na 615. miejscu pod względem liczby ludności, natomiast pod względem powierzchni na miejscu 649.).
Przez gminę przepływa rzeka Isère. 